# Petriwka-Romenśka
Petriwka-Romenśka (ukr. Петрівка-Роменська) – wieś na Ukrainie, w obwodzie połtawskim, w rejonie myrhorodzkim, siedziba hromady. W 2001 liczyła 2721 mieszkańców, spośród których 2629 wskazało jako ojczysty język ukraiński, 75 rosyjski, 1 mołdawski, 7 białoruski, 5 ormiański, 1 niemiecki, a 3 inny.